# Khlong Hoi Khong
Khlong Hoi Khong (em tailandês: คลองหอยโข่ง) é um distrito da província de Songkhla, no sul da Tailândia. É um dos 16 distritos que compõem a província. Sua população, de acordo com dados de 2012, era de 24 303 habitantes, e sua área territorial é de 275,2 km².